# Pickens County, Alabama
Pickens County är ett administrativt område i delstaten Alabama, USA, med 19 746 invånare. Den administrativa huvudorten (county seat) är Carrollton. 

## Geografi
Enligt United States Census Bureau så har countyt en total area på 2 305 km². 2 283 km² av den arean är land och 22 km² är vatten.

### Angränsande countyn
- Lamar County - nord
- Fayette County - nordöst
- Tuscaloosa County - öst
- Greene County - sydöst
- Sumter County - syd
- Noxubee County, Mississippi - sydväst
- Lowndes County, Mississippi - väst